# Manfred Kobuch

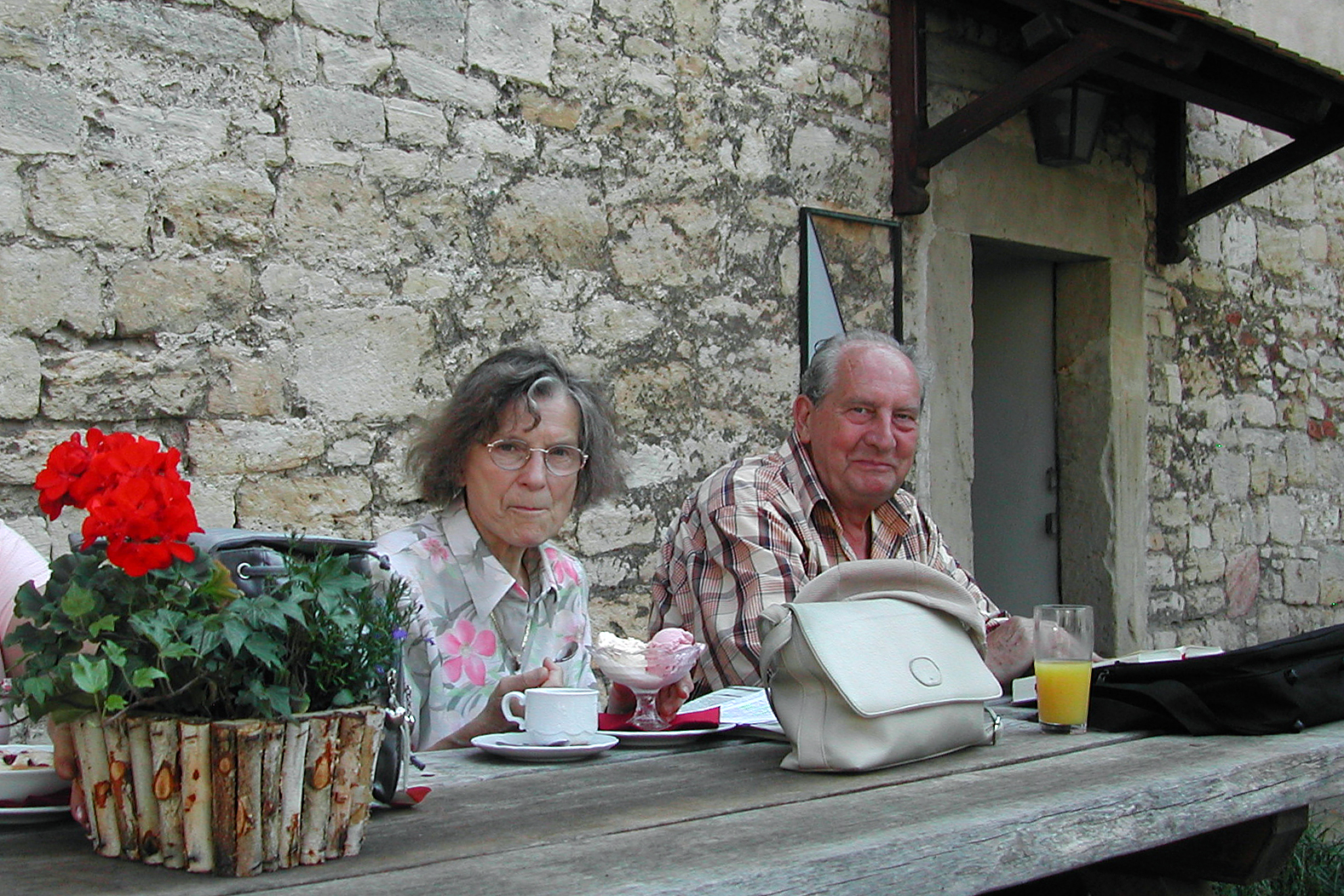
Agatha Kobuch, Manfred Kobuch 2006

Manfred Kobuch (* 12. März 1935 in Holzhausen bei Leipzig; † 6. Juli 2018 in Dresden) war ein deutscher Archivar und Historiker.

## Leben
Manfred Kobuch besuchte von 1949 bis 1953 die Humboldt-Schule Leipzig. Anschließend studierte er an der Universität Leipzig Geschichte, wo er unter anderem von den Hochschullehrern Heinrich Sproemberg und Hellmut Kretzschmar geprägt wurde. Nach der Archivarsausbildung am Institut für Archivwissenschaft in Potsdam war er zunächst von 1959 bis 1961 am Landeshauptarchiv in Magdeburg tätig, bevor er im Mai 1961 in den Archivdienst im Staatsarchiv Dresden eintrat. Er wurde 1990 promoviert. Bis 1993 war er Leiter der Abteilung Älteres Archivgut (bis 1831/1879) und betreute deren Dienstbibliothek.
Seit 1978 war Kobuch Mitglied der Historischen Kommission der Sächsischen Akademie der Wissenschaften. Ein Forschungs- und Publikationsschwerpunkt Kobuchs war die Korrespondenz Thomas Müntzers. Er war Autor und Herausgeber von je 14 Büchern vornehmlich zur sächsischen Landesgeschichte. Daneben verfasste er etwa 100 Beiträge in Zeitschriften und Sammelwerken. Er betätigte sich auch als eifriger Rezensent.
Kobuch war Mitglied der Gesellschaft zur Förderung des Wiederaufbaus der Frauenkirche Dresden e. V. Ab 1995 betreute er als Redakteur das Jahrbuch Die Dresdner Frauenkirche. 2012 wurde er Ehrenmitglied der Gesellschaft zur Förderung der Frauenkirche Dresden e. V.
Seine Ehefrau Agatha Kobuch (1933–2018) war auch als Historikerin und Archivarin tätig.

## Veröffentlichungen (Auswahl)
- Die Freie Deutsche Jugend des Bezirkes Dresden im Kampf um Frieden, Demokratie und Sozialismus, Bezirksleitung der FDJ, Dresden 1981.
- Eduard Vehse (1802–1870). Aspekte seines Wirkens als Demokrat, Historiker und Archivar. In: Archivmittleitungen. Hrsg. von der Staatlichen Archivverwaltung der DDR (Berlin). 1985, Heft 1, S. 31–36.
- Begegnungen Eduard Vehses mit Weerth, Heine und Marx im Jahre 1852 und die Datierung eines Marx-Briefes. In: Marx-Engels-Jahrbuch. Bd. 9, Dietz Verlag, Berlin 1986, S. 268–286.
- Neue Studien zu Thomas Müntzer. Dissertation A, Akademie der Wissenschaften der DDR, Berlin 1990.
- Die Anfänge der Dresdner Frauenkirche. In: Die Dresdner Frauenkirche. Jahrbuch 2002. Hermann Böhlaus Nachfolger, Weimar 2002, ISBN 3-7400-1189-0, S. 47–52.
- Im Dienste der Stadt und ihrer Geschichte. Der Stadtarchivar und Historiker Otto Richter. In: Holger Starke: Geschichte der Stadt Dresden. Bd. 3: Von der Reichsgründung bis zur Gegenwart, Stuttgart 2006, S. 229–234.
- Uwe John, Markus Cottin (Hrsg.): Meißnisch-sächsische Mittelalterstudien. Ausgewählte Schriften von Manfred Kobuch (= Schriften der Rudolf-Kötzschke-Gesellschaft. 6). Sax-Verlag, Beucha 2021.